# 张宪 (后唐)
张宪（9世纪？—926年），字允中，晋阳（今山西太原市）人，五代十国政治人物。
张宪年轻时喜好儒学，精通《左传》。开始担任行军司马。后唐庄宗时历任为工部侍郎、租庸使、东都副留守等职。精于吏道，剖析听断，别人不敢欺瞒他。出任太原尹，北京留守。魏州军乱，赵在礼写信派人招张宪，他斩杀赵在礼所派使者。李嗣源入洛阳，李存霸逃到太原，左右劝说张宪拘禁李存霸，上表劝进李嗣源，张宪拒绝。太原军乱，他出奔沂州，不久，李嗣源即位为唐明宗，以弃职委城罪将张宪赐死。张宪平时喜爱搜集图书，有五千余卷。